# Sultanat de Geledi
El sultanat de Geledi (o Gueladi o Guelidi o Geladi) fou un estat somali que va existir des de vers el 1800 fins al 1908. S'esmenta per primer cop amb aquest nom el 1831 i va cobrir el buit deixat pels sultanats dels Ajuuraan i el sultanat o imamat de Hiraab.
El sultanat de Geledi estava centrat a la ciutat de Geledi (moderna Afgooye) i va governar el territori del baix Shabeelle. El sultanat era el territori del clan digil de la confederació de clans dels Rahanwein o Rahanweyn, i estava dirigit pel subclan geledi, dominant també sobre els biyomaal, un subclan de la confederació Dir, i sobre els wa'daan o wacdaan, un subclan dels hawiye. Aquestos clans van seguir la història dels Ajuuraan de Qalafo i del sultanat d'Hiraab, i van estar sota influència portuguesa (segles xvi i xvii) i dels sultans iarebites d'Oman i Mascat i els sultans Al-Busaid d'Oman i Mascat, després sultans de Zanzíbar i Oman.
Aquestos clans units van derrotar i expulsar els gaalo madow (negres infidels) o warday que vivien a la vora del riu. Al mateix temps va sorgir també el sultanat de Mirifle, a la regió del riu Juba, format per l'altra clan de la confederació dels Rahanweyn.
El 1831 Geledi va destruir la comunitat religiosa de Bardeere i la va dominar vint anys. El 1883 el sultà va retenir presoner a l'explorador George Revoil que fou alliberat per la intervenció britànica. A finals del segle xix es va formar el sultanat de Buur Heybe,a l'est d'Hiraan, separat del de Geledi.
El 1892 fou incorporat administrativament a la colonia italiana de Benadir que el 1905 fou la colònia de Somàlia italiana, i el 3 de setembre de 1908 fou abolit i incorporat a l'administració directa de la colònia italiana.

## Sultans

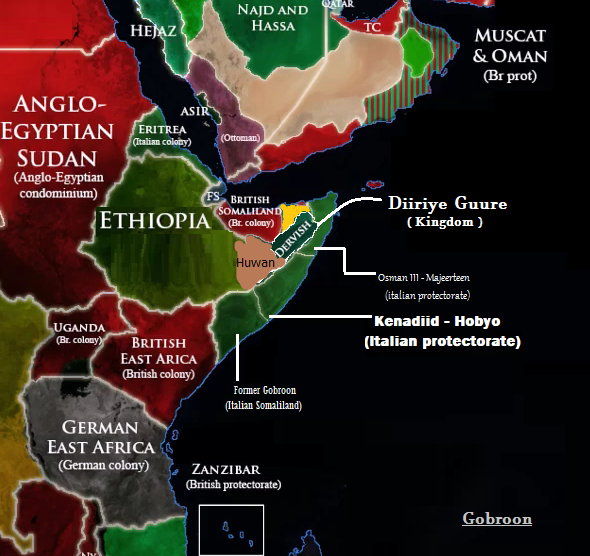

- Yuusuf Maxamad (Yusuf ben Muhammad) ? - 1848
- Axmed Yuusuf (Ahmad ben Yusuf) 1848 - 1878
- Cismaan Axmed (Uthman ben Ahmad) 1878 - 1908